# Cantoin
Cantoin est une commune française située dans le département de l'Aveyron en région Occitanie. Le territoire de la commune est inclus dans le périmètre de l'association Pays du Haut Rouergue en Aveyron.

## Géographie

### Localisation et communes limitrophes
La commune de Cantoin se trouve au nord du département de l'Aveyron, dans la petite région agricole de l'Aubrac.
Le territoire de cette commune matérialise une fraction centre-sud du Massif central sur le plateau de la Viadène au nord-ouest du plateau de l'Aubrac sur le Lebot.
Elle se situe à 80 km par la route de Rodez, préfecture du département, et à 24 km de Laguiole, bureau centralisateur du canton d'Aubrac et Carladez dont dépend la commune depuis 2015. La commune fait en outre partie du bassin de vie de Mur-de-Barrez.
Les communes les plus proches sont, : 
Vitrac-en-Viadène (4,9 km), Sainte-Geneviève-sur-Argence (5,7 km), Paulhenc (15) (5,9 km), Lieutadès (15) (6,8 km), Sainte-Marie (15) (7,4 km), Thérondels (7,9 km), Graissac (8,3 km), Alpuech (8,7 km), La Terrisse (9,0 km).
| Thérondels | Paulhenc (Cantal)  | Sainte-Marie (Cantal) |
|            | Cantoin            | Lieutadès (Cantal)    |
|            | Argences en Aubrac |                       |

### Hydrographie

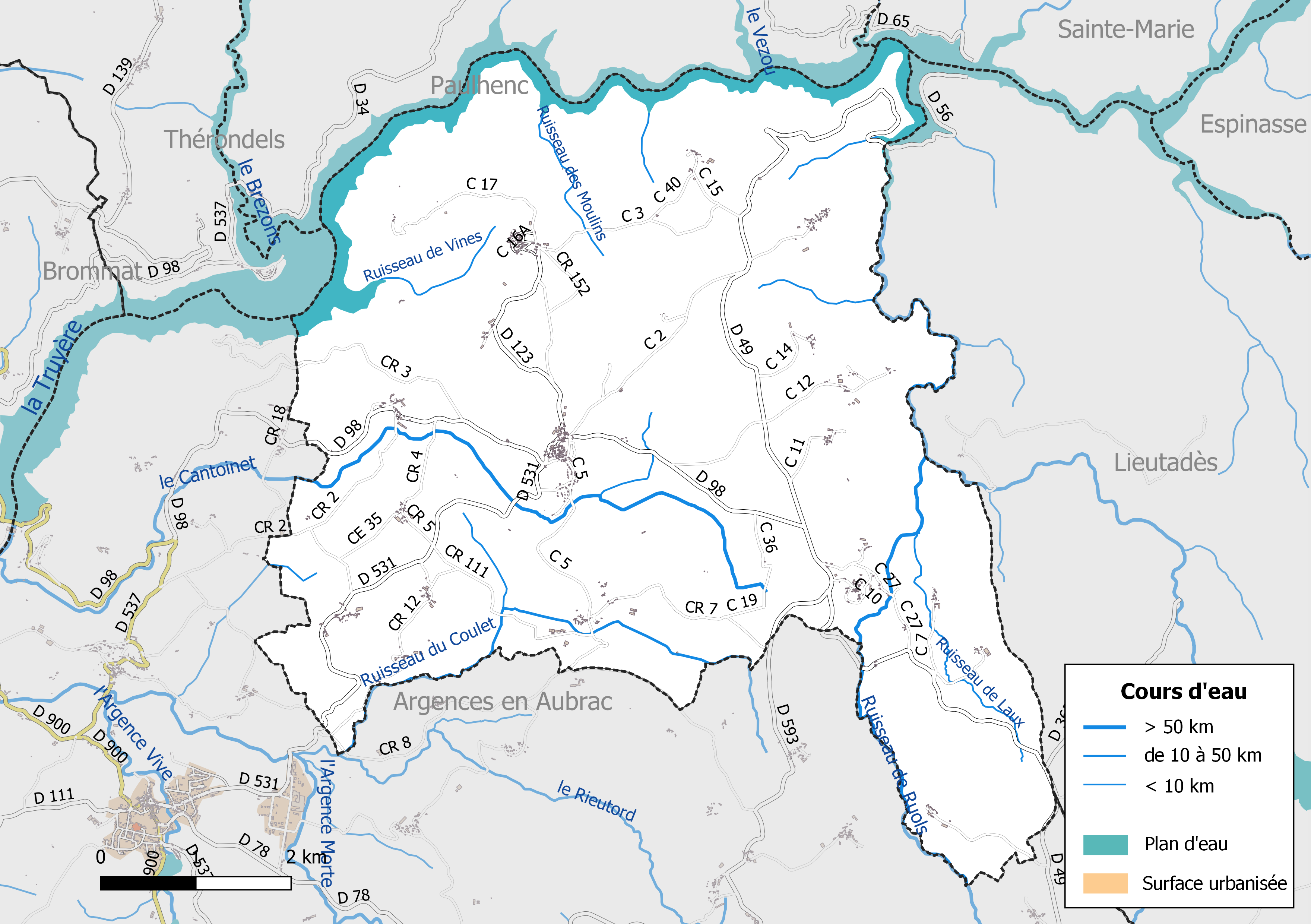
Réseaux hydrographique et routier de Cantoin.

La commune est drainée par la Truyère, le Cantoinet, le Lebot, le Ruisseau de Ruols, le ruisseau du Coulet, le ruisseau de Baldour, le ruisseau de Laux, le ruisseau de Piroulet, le ruisseau des Clausels, le ruisseau des Moulins, le ruisseau de Vines et par divers petits cours d'eau.
La Truyère, d'une longueur totale de 167,2 km, prend sa source dans la commune de Monts-de-Randon (48) et se jette  dans le Lot  à Entraygues-sur-Truyère, après avoir arrosé 39 communes.
Le Cantoinet, d'une longueur totale de 11,4 km, prend sa source dans la commune de Cantoin et se jette  dans la Truyère à Argences en Aubrac, après avoir arrosé 2 communes.
Le Lebot, d'une longueur totale de 22,7 km, prend sa source dans la commune d'Argences en Aubrac et se jette  dans lala Truyère à Sainte-Marie (15), après avoir arrosé 5 communes.
Le Ruisseau de Ruols, d'une longueur totale de 17,8 km, prend sa source dans la commune de La Trinitat (15) et se jette  dans le Lebot à Lieutadès (15), après avoir arrosé 4 communes.
Le lac de Sarrans est un lac de retenue lié au barrage de Sarrans. Situé à 647 m d'altitude, son volume s'élève à 296 millions de mètres cubes d'eau. Le lac arrose plusieurs communes auxquelles il sert de limite naturelle, dont quatre en Aveyron : Brommat, Cantoin, Sainte-Geneviève-sur-Argence et Thérondels.

### Climat
Pour des articles plus généraux, voir Climat de l'Occitanie et Climat de l'Aveyron.
En 2010, le climat de la commune est de type climat de montagne, selon une étude s'appuyant sur une série de données couvrant la période 1971-2000. En 2020, Météo-France publie une typologie des climats de la France métropolitaine dans laquelle la commune est exposée à un climat de montagne et est dans la région climatique Sud-est du Massif Central, caractérisée par une pluviométrie annuelle de 1 000 à 1 500 mm, minimale en été, maximale en automne.
Pour la période 1971-2000, la température annuelle moyenne est de 8,7 °C, avec une amplitude thermique annuelle de 15,3 °C. Le cumul annuel moyen de précipitations est de 1 235 mm, avec 11,9 jours de précipitations en janvier et 7,5 jours en juillet. Pour la période 1991-2020, la température moyenne annuelle observée sur la station météorologique la plus proche, située sur la commune de Laguiole à 17 km à vol d'oiseau, est de 8,9 °C et le cumul annuel moyen de précipitations est de 1 441,2 mm,. Pour l'avenir, les paramètres climatiques de la commune estimés pour 2050 selon différents scénarios d'émission de gaz à effet de serre sont consultables sur un site dédié publié par Météo-France en novembre 2022.

### Milieux naturels et biodiversité

#### Espaces protégés
La protection réglementaire est le mode d’intervention le plus fort pour préserver des espaces naturels remarquables et leur biodiversité associée.
Dans ce cadre, la commune fait partie d'un espace protégé, le Parc naturel régional de l'Aubrac, créé par décret le 23 mai 2018 et d'une superficie de 220 284 ha. Région rurale de moyenne montagne, l’Aubrac possède un patrimoine encore bien préservé. Son économie rurale, ses paysages, ses savoir-faire, son environnement et son patrimoine culturel reconnus n'en demeurent pas moins vulnérables et menacés et c'est à ce titre que cette zone a été protégée ,.

#### Sites Natura 2000

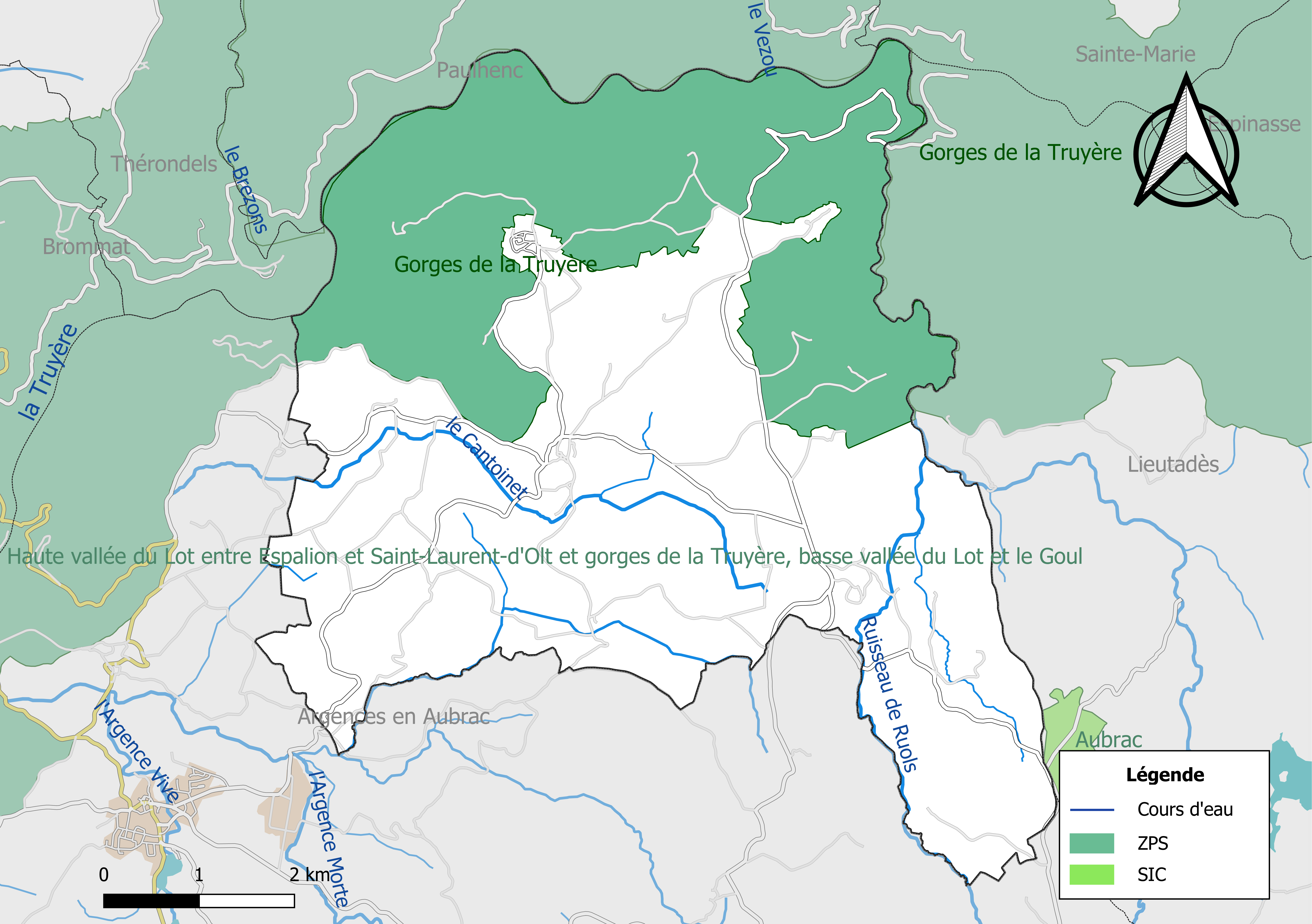
Sites Natura 2000 sur le territoire communal.

Le réseau Natura 2000 est un réseau écologique européen de sites naturels d’intérêt écologique élaboré à partir des Directives « Habitats » et « Oiseaux ». Ce réseau est constitué de Zones spéciales de conservation (ZSC) et de Zones de protection spéciale (ZPS). Dans les zones de ce réseau, les États Membres s'engagent à maintenir dans un état de conservation favorable les types d'habitats et d'espèces concernés, par le biais de mesures réglementaires, administratives ou contractuelles.
Un  site Natura 2000 a été défini sur la commune au titre de la « directive Oiseaux » :  
- Les « Gorges de la Truyère », d'une superficie de 16 681 ha, où douze espèces de l'annexe 1 se reproduisent régulièrement sur le site, parmi lesquelles huit espèces de rapaces[24].

#### Zones naturelles d'intérêt écologique, faunistique et floristique
L’inventaire des zones naturelles d'intérêt écologique, faunistique et floristique (ZNIEFF) a pour objectif de réaliser une couverture des zones les plus intéressantes sur le plan écologique, essentiellement dans la perspective d’améliorer la connaissance du patrimoine naturel national et de fournir aux différents décideurs un outil d’aide à la prise en compte de l’environnement dans l’aménagement du territoire.
Le territoire communal de Cantoin comprend quatre ZNIEFF de type 1, : 
- « Les vergnes des Mazes, les claques et les planous » (186,9 ha), couvrant 3 communes dont 2 dans l'Aveyron et 1 dans le Cantal[26]
- la « Vallée de la Truyère,barrage de Sarrans » (7 150 ha), couvrant 11 communes dont 4 dans l'Aveyron et 7 dans le Cantal[27];
- les « Zones humides de Falachoux » (215,8 ha), couvrant 3 communes du département[28];
- les « Zones humides de laux » (249,8 ha), couvrant 3 communes du département[29].

et trois ZNIEFF de type 2, : 
- le « Plateau de l'Aubrac » (18 330 ha), qui s'étend sur 21 communes dont 6 dans l'Aveyron, 10 dans le Cantal et 5 dans la Lozère[30];
- la « Vallée de la Truyère » (30 569 ha), qui s'étend sur 40 communes dont 4 dans l'Aveyron, 27 dans le Cantal et 9 dans la Lozère[31];
- le « Versant occidental des monts d'Aubrac » (32 040 ha), couvrant 24 communes dont 17 dans l'Aveyron, 4 dans le Cantal et 3 dans la Lozère[32].

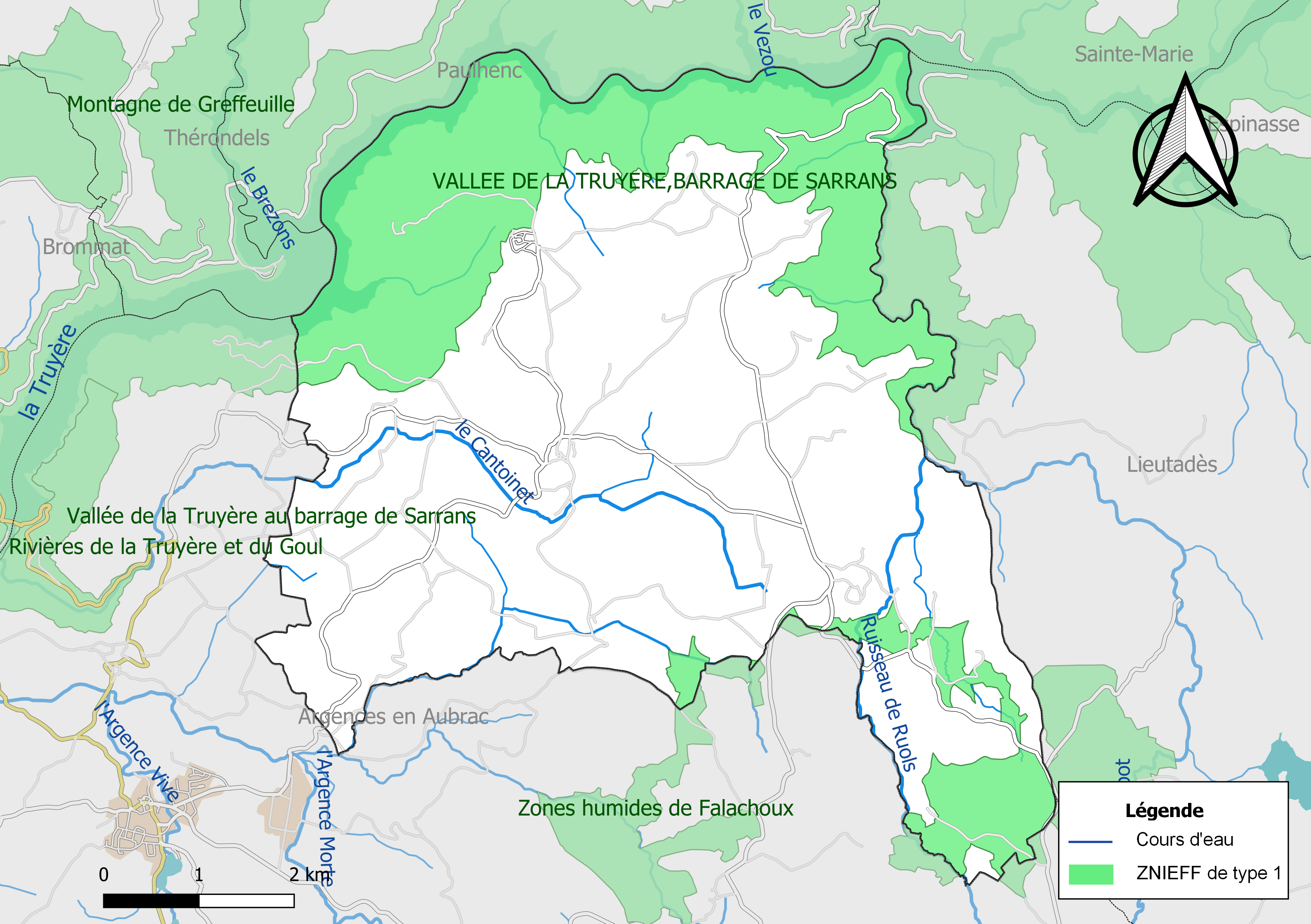
Carte des ZNIEFF de type 1 de la commune.
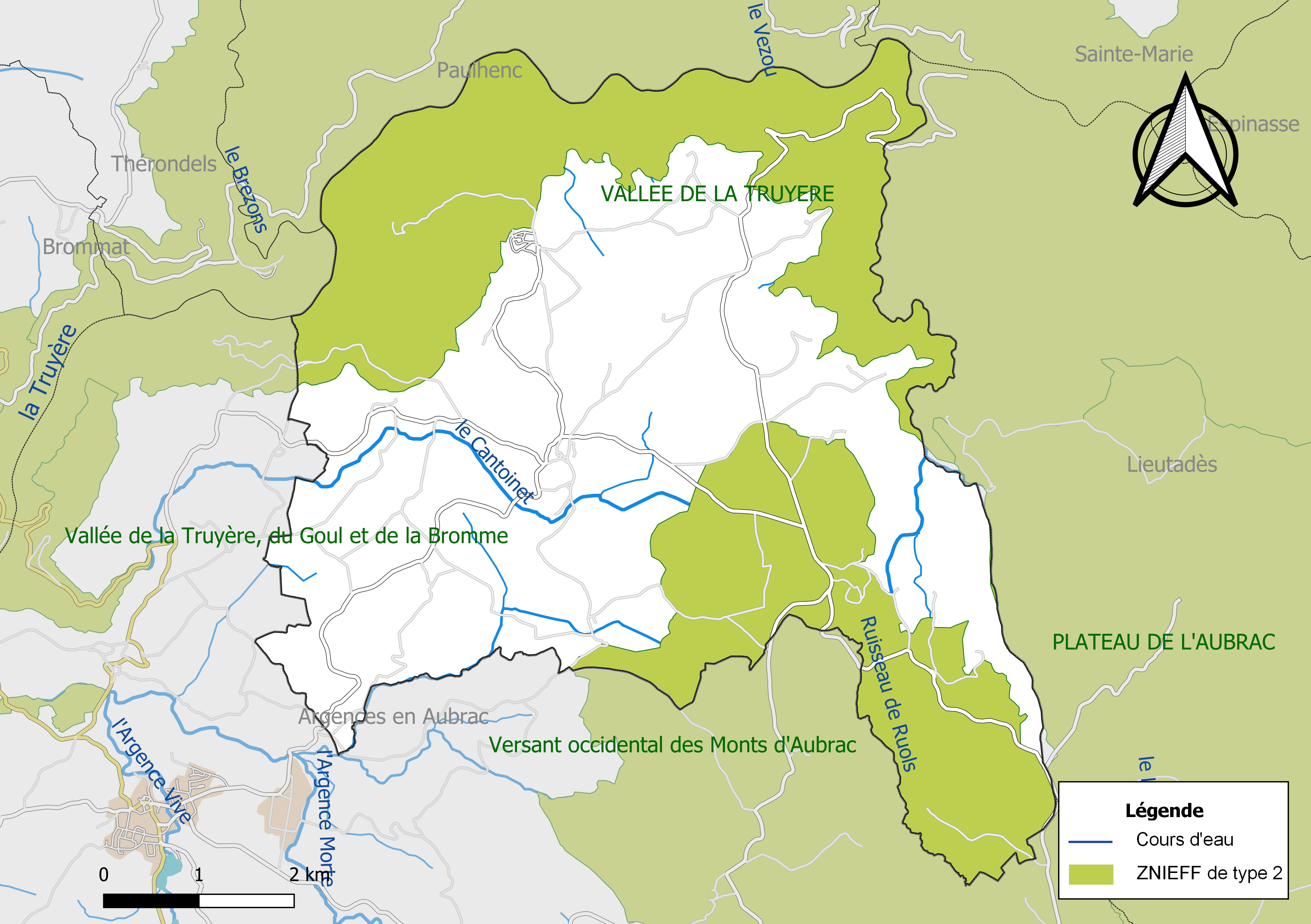
Carte des ZNIEFF de type 2 de la commune.

## Urbanisme

### Typologie
Au 1er janvier 2024, Cantoin est catégorisée commune rurale à habitat très dispersé, selon la nouvelle grille communale de densité à 7 niveaux définie par l'Insee en 2022.
Elle est située hors unité urbaine et hors attraction des villes,.
La commune, bordée par un plan d’eau intérieur d’une superficie supérieure à 1 000 hectares, le lac du Barrage de Sarrans, est également une commune littorale au sens de la loi du 3 janvier 1986, dite loi littoral. Des dispositions spécifiques d’urbanisme s’y appliquent dès lors afin de préserver les espaces naturels, les sites, les paysages et l’équilibre écologique du littoral, tel le principe d'inconstructibilité, en dehors des espaces urbanisés, sur la bande littorale des 100 mètres, ou plus si le plan local d’urbanisme le prévoit.

### Occupation des sols

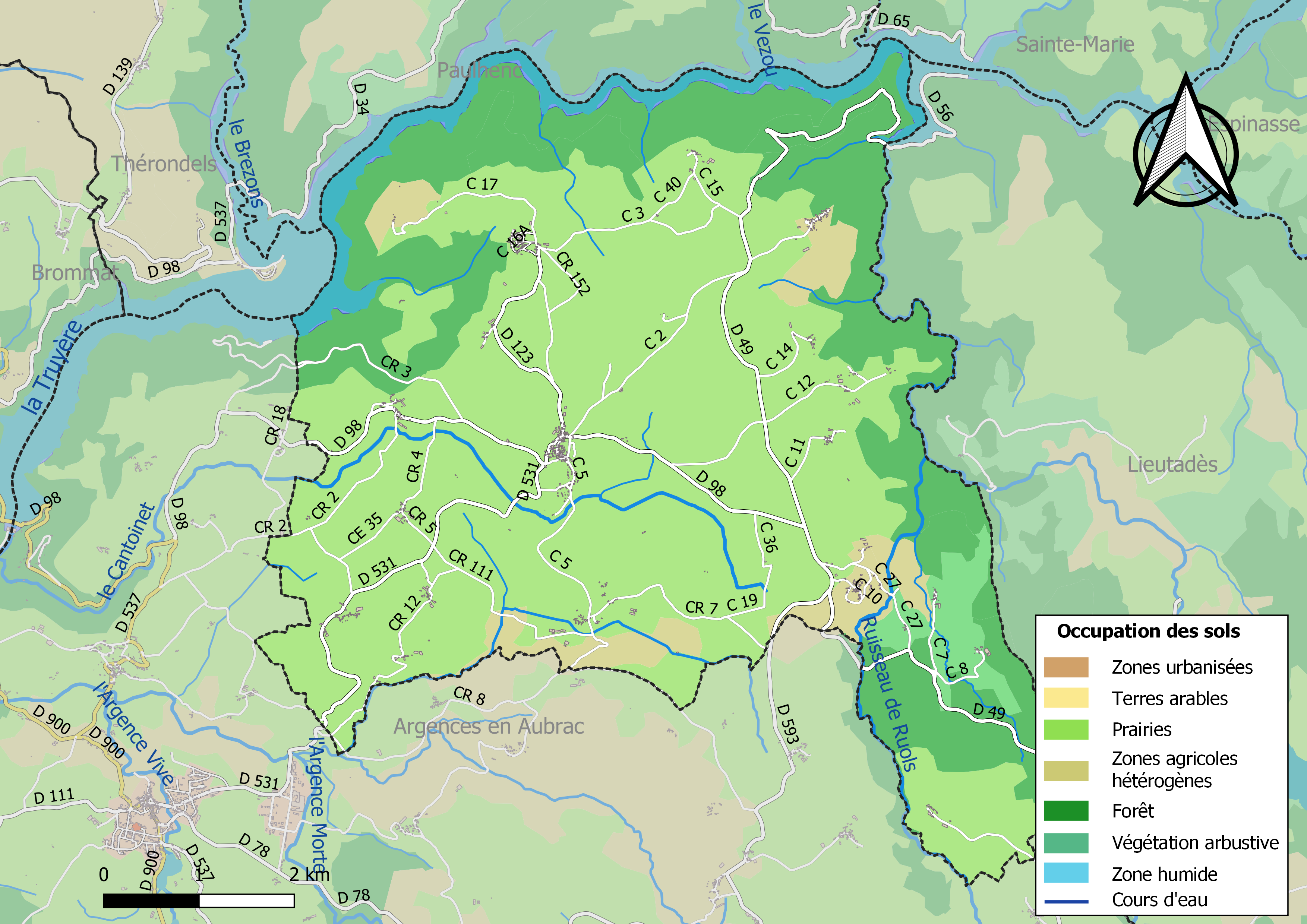
Infrastructures et occupation des sols de la commune de Cantoin.

L'occupation des sols de la commune, telle qu'elle ressort de la base de données européenne d’occupation biophysique des sols Corine Land Cover (CLC), est marquée par l'importance des territoires agricoles (68,7 % en 2018), en augmentation par rapport à 1990 (54,3 %). La répartition détaillée en 2018 est la suivante : 
prairies (63,2 %), forêts (25,5 %), zones agricoles hétérogènes (5,5 %), eaux continentales (3,3 %), milieux à végétation arbustive et/ou herbacée (2,5 %).

### Planification
La commune, en 2017, avait engagé l'élaboration d'un plan local d'urbanisme.

### Risques majeurs
Le territoire de la commune de Cantoin est vulnérable à différents aléas naturels : climatiques (hiver exceptionnel ou canicule), feux de forêts et séisme (sismicité faible).
Il est également exposé à un risque technologique, la rupture d'un barrage, et à un risque particulier, le risque radon,.

#### Risques naturels
Le Plan départemental de protection des forêts contre les incendies découpe le département de l’Aveyron en sept « bassins de risque » et définit une sensibilité des communes à l’aléa feux de forêt (de faible à très forte). La commune est classée en sensibilité faible.
Les mouvements de terrains susceptibles de se produire sur la commune sont soit des mouvements liés au retrait-gonflement des argiles, soit des effondrements liés à des cavités souterraines. Le phénomène de retrait-gonflement des argiles est la conséquence d'un changement d'humidité des sols argileux. Les argiles sont capables de fixer l'eau disponible mais aussi de la perdre en se rétractant en cas de sécheresse. Ce phénomène peut provoquer des dégâts très importants sur les constructions (fissures, déformations des ouvertures) pouvant rendre inhabitables certains locaux. La carte de zonage de cet aléa peut être consultée sur le site de l'observatoire national des risques naturels Géorisques. Une autre carte permet de prendre connaissance des cavités souterraines localisées sur la commune.

#### Risques technologiques
Dans le département de l'Aveyron on dénombre huit grands barrages susceptibles d’occasionner des dégâts en cas de rupture. La commune fait partie des 64 communes susceptibles d’être touchées par l’onde de submersion consécutive à la rupture d’un de ces barrages.

#### Risque particulier
Dans plusieurs parties du territoire national, le radon, accumulé dans certains logements ou autres locaux, peut constituer une source significative d’exposition de la population aux rayonnements ionisants. Toutes les communes du département sont concernées par le risque radon à un niveau plus ou moins élevé. La commune de Cantoin est classée à risque moyen à élevé.

## Politique et administration

### Découpage territorial
La commune de Cantoin est membre de la communauté de communes Aubrac, Carladez et Viadène, un établissement public de coopération intercommunale (EPCI) à fiscalité propre créé le 1er janvier 2017 dont le siège est à Laguiole. Ce dernier est par ailleurs membre d'autres groupements intercommunaux.
Sur le plan administratif, elle est rattachée à l'arrondissement de Rodez, au département de l'Aveyron et à la région Occitanie. Sur le plan électoral, elle dépend du  canton d'Aubrac et Carladez pour l'élection des conseillers départementaux, depuis le redécoupage cantonal de 2014 entré en vigueur en 2015, et de la première circonscription de l'Aveyron  pour les élections législatives, depuis le dernier découpage électoral de 2010.

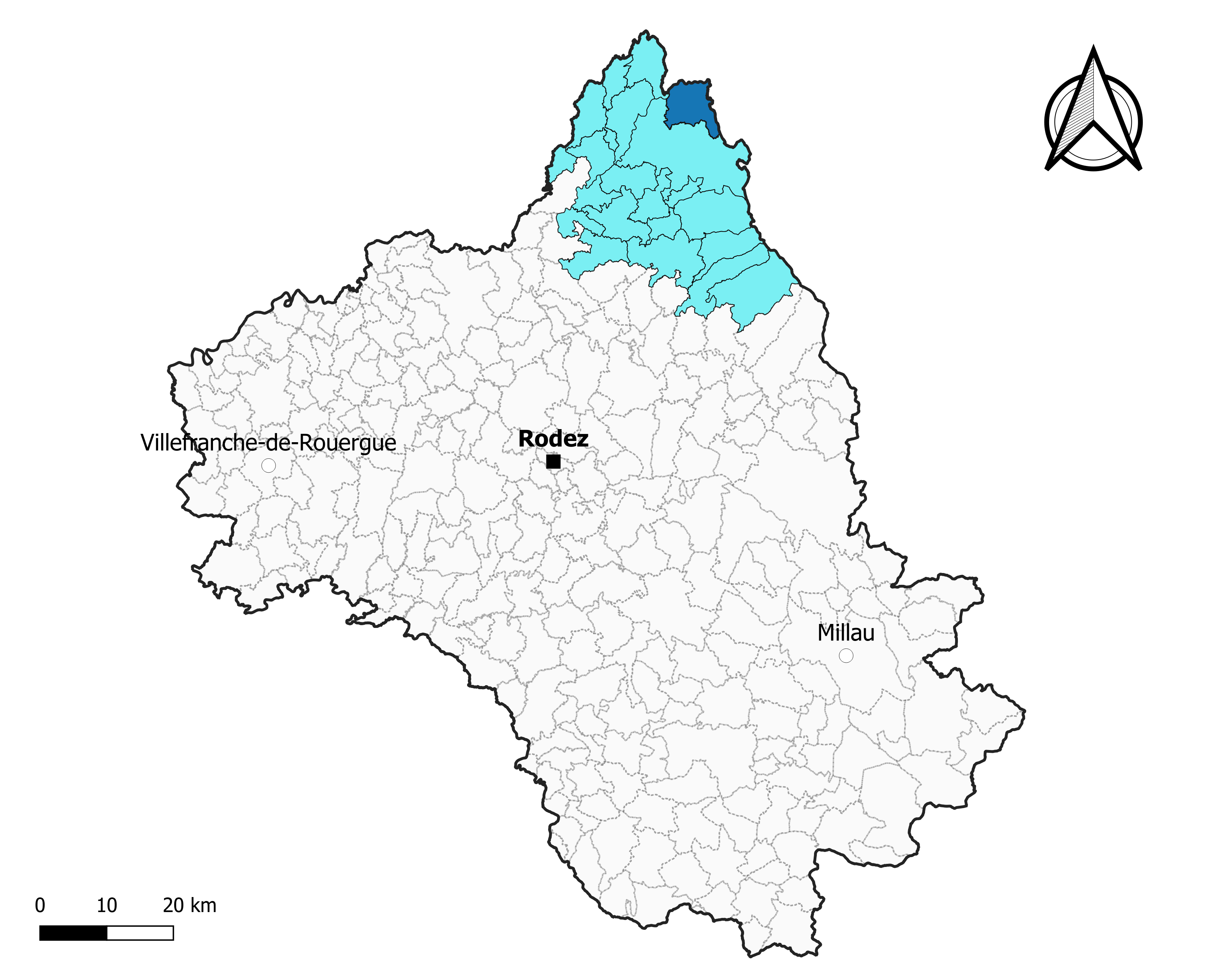
Cantoin dans l'intercommunalité en 2020[Note 5].
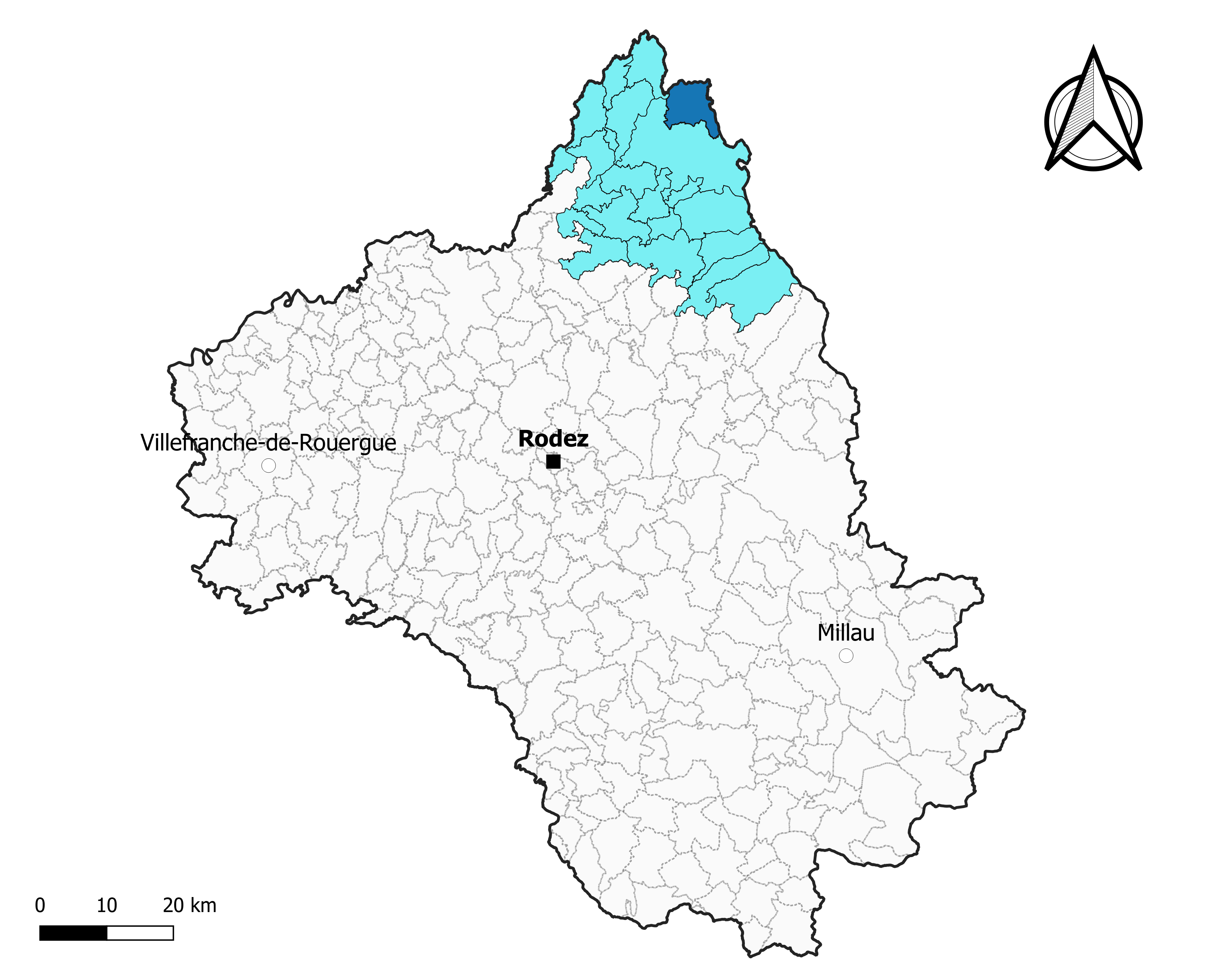
Cantoin dans le canton d'Aubrac et Carladez en 2020.
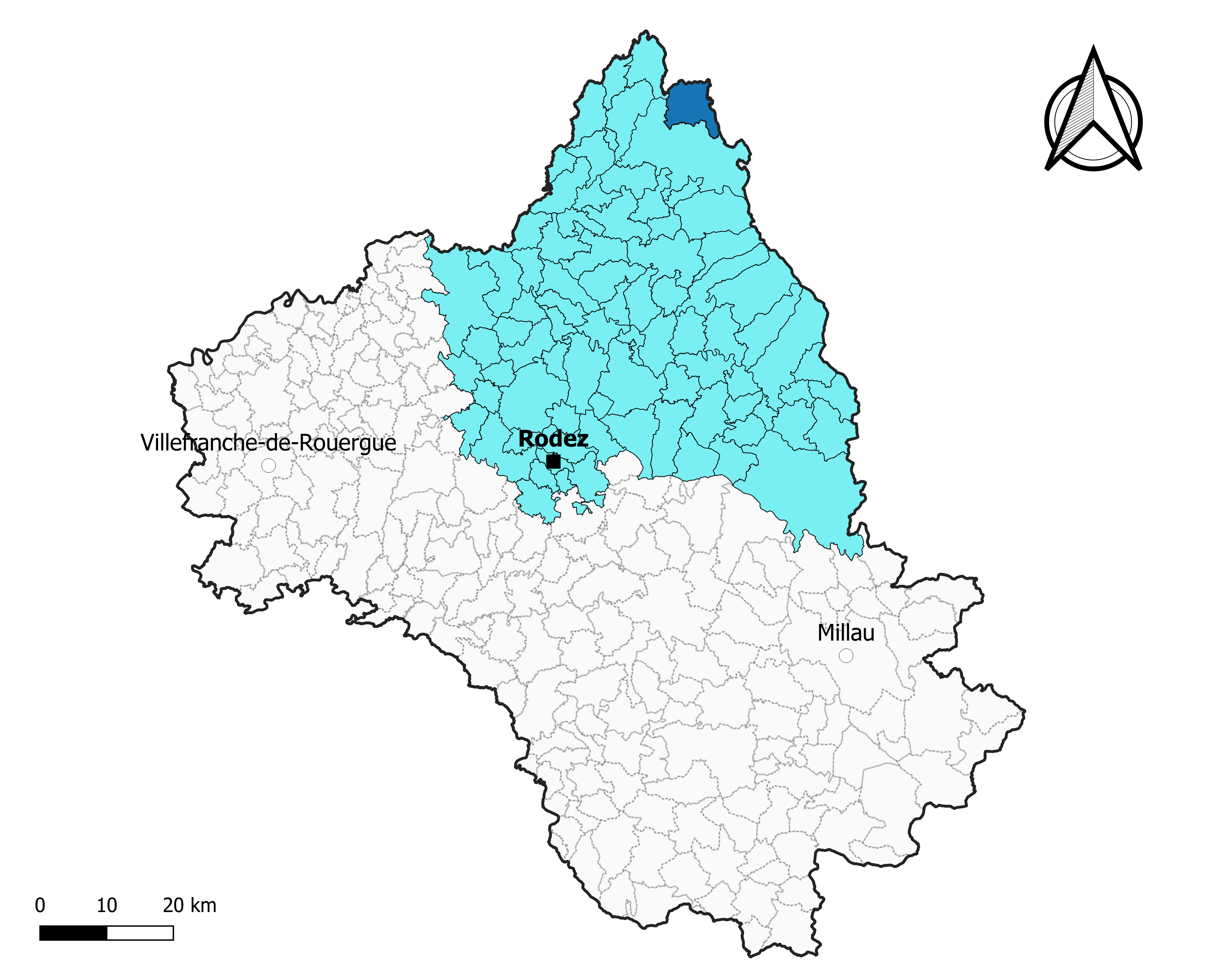
Cantoin dans l'arrondissement de Rodez en 2020.

### Élections municipales et communautaires

#### Élections de 2020
Le conseil municipal de Cantoin, commune de moins de 1 000 habitants, est élu au scrutin majoritaire plurinominal à deux tours avec candidatures isolées ou groupées et possibilité de panachage. Compte tenu de la population communale, le nombre de sièges à pourvoir lors des élections municipales de 2020 est de 11. La totalité des onze candidats en lice est élue dès le premier tour, le 15 mars 2020, avec un taux de participation de 67,21 %.
Simon Cros est élu nouveau maire de la commune le 28 mai 2020.
Dans les communes de moins de 1 000 habitants, les conseillers communautaires sont désignés parmi les conseillers municipaux élus en suivant l’ordre du tableau (maire, adjoints puis conseillers municipaux) et dans la limite du nombre de sièges attribués à la commune au sein du conseil communautaire. Un siège est attribué à la commune au sein de la communauté de communes Aubrac, Carladez et Viadène.

#### Liste des maires
Jusqu'en 2015, la commune était rattachée au canton de Sainte-Geneviève-sur-Argence, dans la 1re circonscription de l'Aveyron. Depuis, elle fait partie du canton d'Aubrac et Carladez, qui regroupe les régions naturelles de l'Aubrac et du Carladès. Jusqu'au 31 décembre 2016, Cantoin appartenait à la communauté de communes de l'Argence, et depuis le 1er janvier 2017, à la communauté de communes Aubrac, Carladez et Viadène.
| Période                                  | Période   | Identité      | Étiquette | Qualité                                           |
| ---------------------------------------- | --------- | ------------- | --------- | ------------------------------------------------- |
| Les données manquantes sont à compléter. |           |               |           |                                                   |
| 1971                                     | mars 1983 | André Sirvain |           |                                                   |
| mars 1983                                | mai 2020  | André Raynal  | RPR       | Retraité agricole, suppléant du député Yves Censi |
| mai 2020                                 | En cours  | Simon Cros,   |           | Agriculteur sur moyenne exploitation              |

## Démographie
L'évolution du nombre d'habitants est connue à travers les recensements de la population effectués dans la commune depuis 1793. Pour les communes de moins de 10 000 habitants, une enquête de recensement portant sur toute la population est réalisée tous les cinq ans, les populations de référence des années intermédiaires étant quant à elles estimées par interpolation ou extrapolation. Pour la commune, le premier recensement exhaustif entrant dans le cadre du nouveau dispositif a été réalisé en 2006.

En 2022, la commune comptait 312 habitants, en évolution de +2,97 % par rapport à 2016 (Aveyron : +0,37 %, France hors Mayotte : +2,11 %).
| 1793 | 1800 | 1806  | 1821  | 1831  | 1836  | 1841  | 1846  | 1851  |
| ---- | ---- | ----- | ----- | ----- | ----- | ----- | ----- | ----- |
| 420  | 320  | 1 578 | 1 634 | 1 624 | 1 708 | 1 777 | 1 734 | 1 614 |

| 1856  | 1861  | 1866  | 1872  | 1876  | 1881  | 1886  | 1891  | 1896  |
| ----- | ----- | ----- | ----- | ----- | ----- | ----- | ----- | ----- |
| 1 490 | 1 220 | 1 334 | 1 294 | 1 169 | 1 072 | 1 140 | 1 094 | 1 111 |

| 1901  | 1906  | 1911 | 1921 | 1926 | 1931 | 1936 | 1946 | 1954 |
| ----- | ----- | ---- | ---- | ---- | ---- | ---- | ---- | ---- |
| 1 015 | 1 002 | 937  | 826  | 908  | 861  | 840  | 653  | 661  |

| 1962 | 1968 | 1975 | 1982 | 1990 | 1999 | 2006 | 2011 | 2016 |
| ---- | ---- | ---- | ---- | ---- | ---- | ---- | ---- | ---- |
| 547  | 490  | 398  | 402  | 390  | 312  | 322  | 327  | 303  |

| 2021 | 2022 | - | - | - | - | - | - | - |
| ---- | ---- | - | - | - | - | - | - | - |
| 311  | 312  | - | - | - | - | - | - | - |

## Économie

### Revenus
En 2018  (données Insee publiées en septembre 2021), la commune compte 142 ménages fiscaux, regroupant 291 personnes. La médiane du revenu disponible par unité de consommation est de 19 270 € (20 640 € dans le département).

### Emploi
| Division       | 2008  | 2013  | 2018  |
| -------------- | ----- | ----- | ----- |
| Commune        | 3,8 % | 4,1 % | 2,7 % |
| Département    | 5,4 % | 7,1 % | 7,1 % |
| France entière | 8,3 % | 10 %  | 10 %  |

En 2018, la population âgée de 15 à 64 ans s'élève à 154 personnes, parmi lesquelles on compte 75,1 % d'actifs (72,5 % ayant un emploi et 2,7 % de chômeurs) et 24,9 % d'inactifs,. Depuis 2008, le taux de chômage communal (au sens du recensement) des 15-64 ans est inférieur à celui de la France et du département.
La commune est hors attraction des villes,. Elle compte 71 emplois en 2018, contre 75 en 2013 et 85 en 2008. Le nombre d'actifs ayant un emploi résidant dans la commune est de 117, soit un indicateur de concentration d'emploi de 60,8 % et un taux d'activité parmi les 15 ans ou plus de 45,9 %.
Sur ces 117 actifs de 15 ans ou plus ayant un emploi, 63 travaillent dans la commune, soit 54 % des habitants. Pour se rendre au travail, 76,5 % des habitants utilisent un véhicule personnel ou de fonction à quatre roues, 13,1 % s'y rendent en deux-roues, à vélo ou à pied et 10,4 % n'ont pas besoin de transport (travail au domicile).

### Activités hors agriculture
22 établissements sont implantés  à Cantoin au 31 décembre 2019. Le tableau ci-dessous en détaille le nombre par secteur d'activité et compare les ratios avec ceux du département,.
Le secteur de la construction est prépondérant sur la commune puisqu'il représente 40,9 % du nombre total d'établissements de la commune (9 sur les 22 entreprises implantées  à Cantoin), contre 13 % au niveau départemental.

### Agriculture
La commune est dans l'Aubrac, une petite région agricole occupant le nord du département de l'Aveyron. En 2020, l'orientation technico-économique de l'agriculture  sur la commune est l'élevage bovin, orientation mixte lait et viande.
|               | 1988  | 2000  | 2010  | 2020  |
| ------------- | ----- | ----- | ----- | ----- |
| Exploitations | 64    | 41    | 34    | 31    |
| SAU (ha)      | 3 245 | 3 856 | 3 648 | 3 353 |

Le nombre d'exploitations agricoles en activité et ayant leur siège dans la commune est passé de 64 lors du recensement agricole de 1988  à 41 en 2000 puis à 34 en 2010 et enfin à 31 en 2020, soit une baisse de 52 % en 32 ans. Le même mouvement est observé à l'échelle du département qui a perdu pendant cette période 51 % de ses exploitations,. La surface agricole utilisée sur la commune a quant à elle augmenté, passant de 3 245 ha en 1988 à 3 353 ha en 2020. Parallèlement la surface agricole utilisée moyenne par exploitation a augmenté, passant de 51 à 108 ha.

## Culture locale et patrimoine

### Sites et monuments

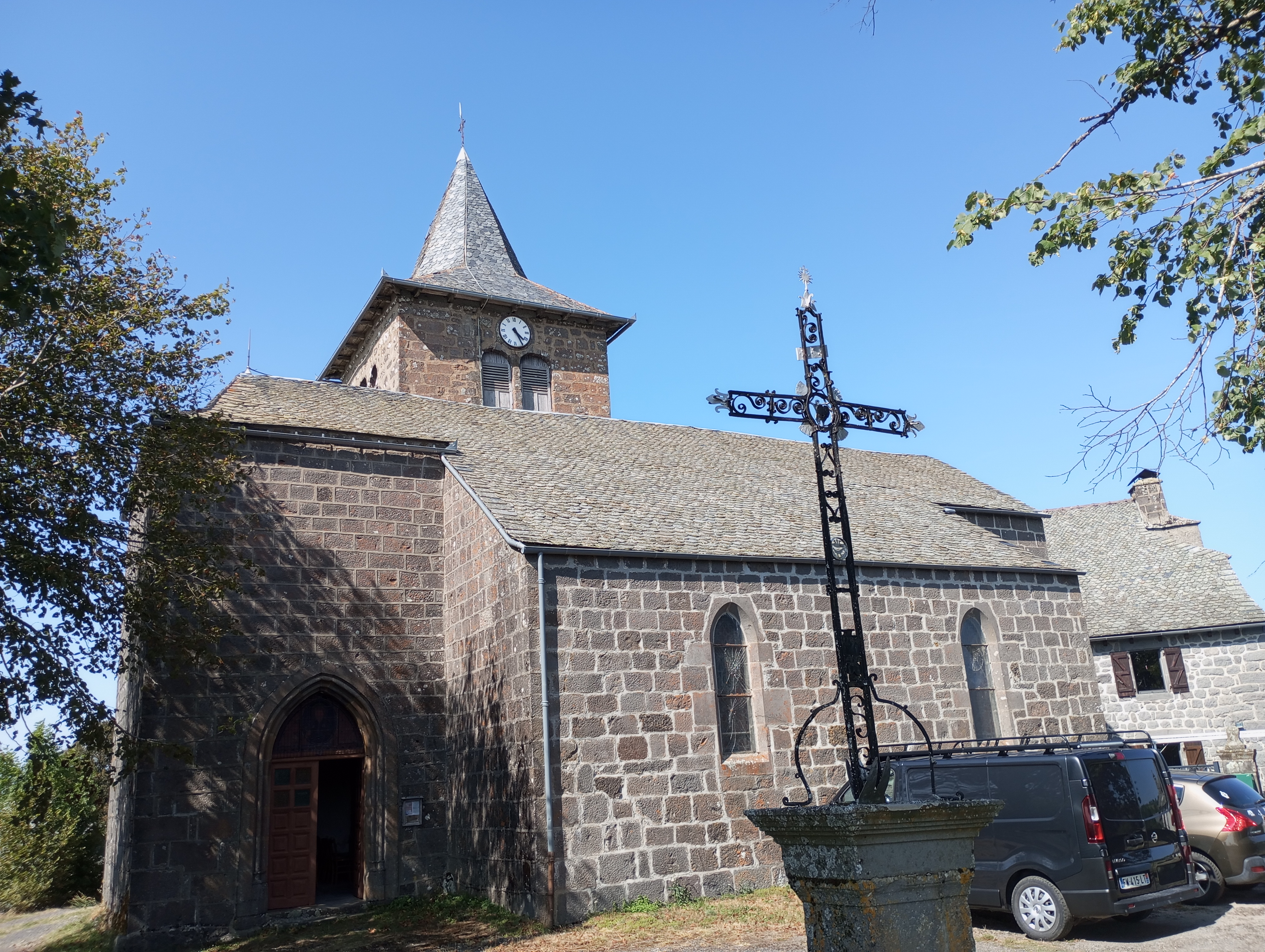
Église de Vines en 2024

- Église Saint-Laurent de Cantoin. (De style gothique, datée de 1473).
- Église Saint-Blaise de Vines. (De style gothique, XVe) ;
- Église de Cissac.
- Église Sainte-Foy de Chaniez.
- Église Saint-Étienne de Séverac.
- Église Saint-Jacques de Liamontou.
- Chapelle de la Bastide.
- Chapelle de Cantoinet de Cantoin.
- Château du Cantoinet composé d’une tour carrée avec inscription du XIVe siècle ;
- nombreuses croix sculptées XVIe et XIXe siècles ;
- Maison de la cabrette et des traditions de l'Aubrac, au hameau de Vines[67] ;
- la carrière de Cantoinet ouverte en 1918 pour la construction du barrage de Sarrans (1918) est toujours en activité[68].

### Langue
Une forme d'occitan languedocien est parlée localement : le dialecte rouergat.

### Personnalités liées à la commune
- Durand Daude de Cantoinet[69] (né vers 1734 - décédé le 16 mars 1824 à Cantoinet) - Avocat au Parlement, qui en septembre 1791, fut élu député 3° suppléant du Cantal à la Législative. Mais ne fut pas appelé à siéger. Arrivé de Chaudes-Aigues à Cantoinet vers 1774. Il est le fils de Claude Daude (~1686-1776), bourgeois de la commune de Cézens, lieudit de Lalo. Il est témoin au mariage de son neveu Jean Joseph Daude dit « Le Constituant », en 1777 à Saint-Flour.
- Claude Guillaume Victor Daude de Cantoinet[69] (né le 26 février 1765 à Chaudes-Aigues - décédé le 13 novembre 1835 à Espalion) - Il arrive à Cantoin vers 1774, il est le second fils de Durand Daude, domicilié plus tard à l'Albaret, il est juge de paix du canton de Sainte-Geneviève, et député de l'Aveyron en 1831[70], décoré le 13 novembre 1832 de la Légion d'honneur sous le règne de Louis-Philippe Ier. Sur son acte de baptême est présent Claude Daude, bourgeois de la commune de Cézens.
- Timothée Cros dit l'Aveyronnais, Mister Meuh Meuh![71] ou Thimotho est l'un des plus grands Maîtres de midi à ce jour dans l'émission des Douze coups de midi avec 83 participations et 353 348 €, quotidiennement présentée par Jean-Luc Reichmann sur TF1. Connu pour avoir battu le record des 7 coups de maîtres d'affilée, il a été apprécié des téléspectateurs et a obtenu son diplôme d'ingénieur-agronome en 2017. Désormais, il aide ses parents à la ferme familiale comptant 80 vaches. Son père est maire-adjoint de la commune.

### Héraldique
| Blason de Cantoin | Blason  | D'azur au chevron d'or accompagné de trois couronnes de laurier de sinople*.                                                                                   |
| Blason de Cantoin | Détails | * Il y a là non-respect de la règle de contrariété des couleurs : ces armes sont fautives (sinople sur azur). Le statut officiel du blason reste à déterminer. |